# 고쿠도 군 만유기
고쿠도 군 만유기(ゴクドーくん漫遊記)는 나카무라 우사기/저 키리시마 타케루/일러스트의 라이트 노벨, 또한 그것을 원작으로 한 TV 애니메이션, 만화작품이다. 대한민국에는 대교방송에서 천방지축 모험왕으로 방송되었다.

## 등장인물
괄호가 있는 경우 한국 이름.성우는 일/한순으로 표기함
- 고쿠도(제스터) - 성우: 이시다 아키라 / 김영선
- 루베트 - 성우: 요시다 사유리 / 윤미나
- 니야리 자 프린스(프린스) - 성우 : 미키 신이치로 / 이원찬
- 할머니 - 성우 : 호리 준코 / 김필진
- 진(지니) - 성우 : 시마카 유타카 / 이장우
- 진(지니) - 성우 : 킨게츠 마미 / 이영리 : 여자 캐릭터일 때
- 잇큐(이큐) - 성우 : 오오모토 아키코 / 안현서
- 세이기(베르너) - 성우 : 이시다 아키라 / 이상헌
- 만두대왕 - 성우 : 쵸 / 이장우
- 케레나공주
- 엘마공주
- 코코공주 - 성우 : 쿠와시마 호우코 / 하미경
- 이샤(라이) - 성우 : 호시 소이치로 / 전광주
- 용왕 - 성우 : 후지모토 유즈루 / 신한호
- 나노(헤라) - 성우 : 카와타 타에코 / 김필진
- 인드라신 - 성우 : 이시카와 히데오 / 유호한
- 라유카 - 성우 : 아라키 카에 / 박신희
- 시킨카(샤오링) - 성우 : 미즈노 마나비 / 하미경
- 나니아(나냐) - 성우 : 아시카와 유우 / 이영리
- 테이(마오) - 성우 : 사토 유우키 / 전광주
- 팬더선인 - 성우 : 츠쿠이 쿄세이 / 신한호
- 우사기(허니) - 성우 : 미즈노 마나비 /
- 마왕 - 성우 : 사와키 이쿠야 /
- 삼장법사 - 성우 : 오키아유 료타로 / 홍승표
- 미로쿠(미륵) - 성우 : 오가타 메구미 / 김필진
- 서황모 - 성우 : / 하미경
- 죠커 - 성우 : 마야마 아코 /
- 스핑크스 - 성우 : 야마다 미호 / 오수경
- 아사가(라라) - 성우 : 미즈노 마나비 / 박신희
- 여신 - 성우 : 노다 준코 / 최은애
- 고쿠우(손오공) - 성우 : 마야마 아코 / 최은애
- 야마오(어둠의마왕)
- 용신(프로테) - 성우 : 스기노 히로오미 / 홍승표
- 네가나루나(바라바루나)
- 아세가 경(말라스 경) - 성우 : 코와다 코헤이 / 신한호
- 페가수스 - 성우 : 시가 카츠야 / 유호한
- 아 - 성우 : / 유호한
- 응(훔) - 성우 : / 신한호
- 백호 - 성우 : / 최은애

성우는 베스트애니메를 참고함

## 애니메이션
애니메이션은 원작과는 상당히 다른 이야기로, 1999년에 방영했고 26화 2쿨로 종영됐다. 한국에서는 2001년 대교방송(어린이TV)에서 '천방지축 모험왕'이라는 제목으로 아침과 저녁에 하루 2회 방영했으며 주인공 고쿠도의 이름도 '제스터'로 바뀌었다. 국내에서 원작은 별로 인기있는 작품은 아니었지만 대교방송(어린이TV)에서 애니메이션 버전을 방영한 이래로 상당히 많은 팬들이 생겨났다. 그 뒤로 카툰 네트워크나 여러 곳에서도 재방영되었고 2012년 기준 4월부터 어린이 TV에서 매 오후 7시반에 재방영되었다. 우리말 더빙판에서는 김영선, 윤미나, 전광주, 하미경, 안현서, 이원찬 같은 성우들의 초기 연기를 들을 수 있는데 이들이 대교방송으로 데뷔한 성우이기 때문이다. 참고로 하미경이나 이원찬은 데뷔 1년도 채 안 되어서 연기했다.

## 소설
원작 소설이 한국의 어드벤처노벨 시리즈에서 "크레이지 보이"라는 제목으로 발매되었다. 다만 8권까지밖에 발매되지 않았고 이후에 절판되었다.